# Punta Croset
La punta Croset o punta Carlera (2.469 m s.l.m.) è una montagna delle Alpi di Lanzo e dell'Alta Moriana nelle Alpi Graie. Si trova in Piemonte nelle Valli di Lanzo, al limite tra i comuni di Groscavallo (a nord) e Ala di Stura (a sud).

## Descrizione
La montagna si trova sulla cresta spartiacque che separa la Val d'Ala dalla Valgrande. Il colle Croset (2.406 m) la divide verso ovest dalla punta del Rous, mentre a est lo spartiacque, dopo aver perso quota fino ad una sella a 2.281 m, risale poi fino al monte Doubia.

## Accesso alla vetta

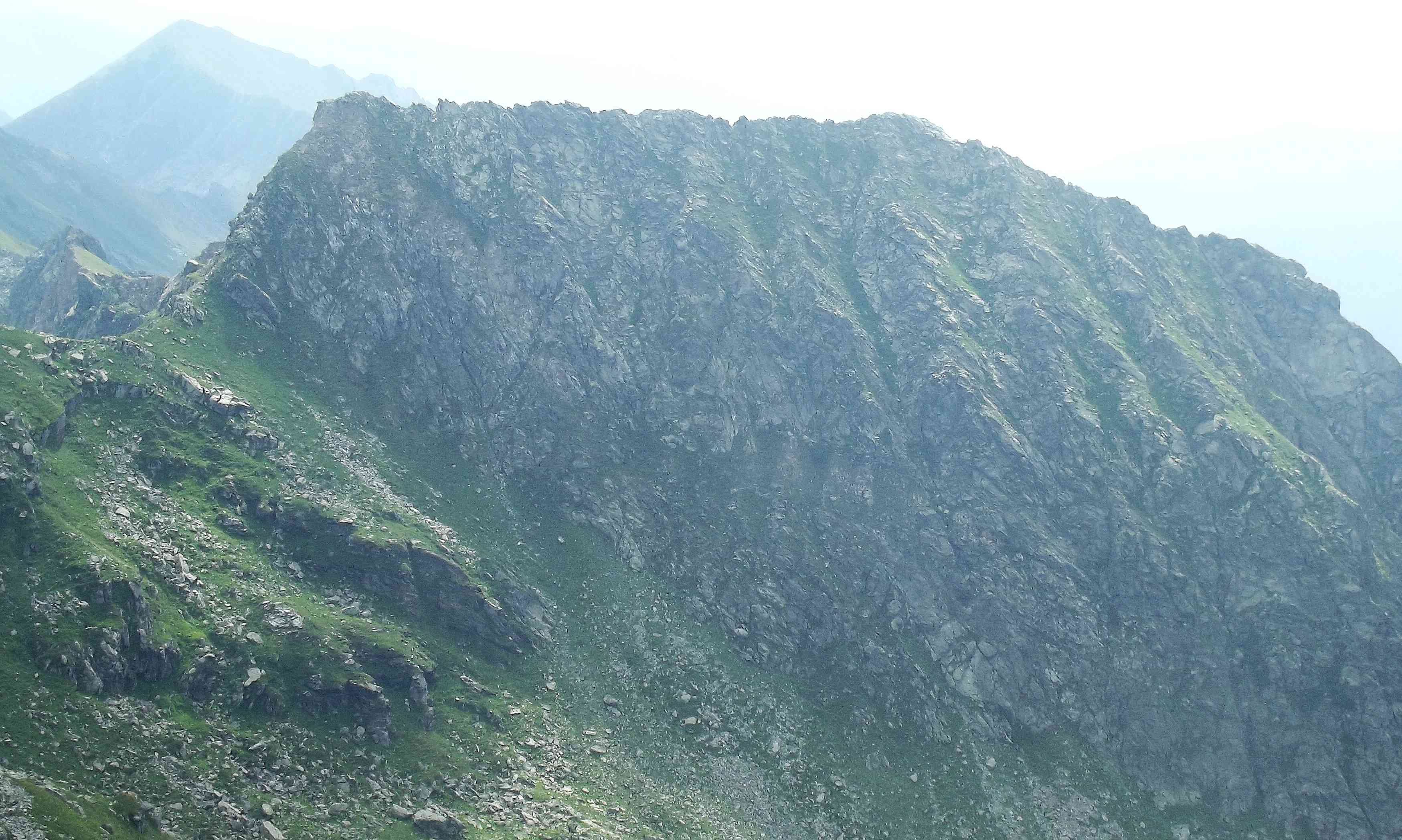
La montagna vista dalla punta del Rous.

La via normale di salita percorre cresta occidentale della montagna a partire dal colle Croset, a sua volta raggiungibile prima per sentiero e poi per prati ripidi da Martassina (Ala di Stura). La salita alla cima richiede una certa esperienza alpinistica ed è stimata di una difficoltà escursionistica EEA o di difficoltà alpinistica F.

## Cartografia
- Cartografia ufficiale italiana dell'Istituto Geografico Militare (IGM) in scala 1:25.000 e 1:100.000, consultabile on line
- Istituto Geografico Centrale - Carta dei sentieri e dei rifugi scala 1:50.000 n. 2 Valli di Lanzo e Moncenisio
- Istituto Geografico Centrale - Carta dei sentieri e dei rifugi scala 1:25.000 n.110 Alte Valli di Lanzo (Rocciamelone - Uja di Ciamarella - Le Levanne)